# جراح‌ماهی‌سانیان
جراح‌ماهی‌سانیان (نام علمی: Acanthuroidei) نام یک زیرراسته از راسته سوف‌ماهی‌سانان است.
این راسته، گروهی از ماهیان پوست‌دار است که زیرگروهی از آکانتوریمفورم‌ها (Acanthuriformes) محسوب می‌شوند، هرچند که در طبقه‌بندی‌های قدیمی‌تر به‌عنوان زیرگروهی از پرسیفورم‌ها (Perciformes)، بزرگ‌ترین رده ماهی‌ها، در نظر گرفته می‌شدند.
این زیرگروه شامل ماهی‌های جراح و ایدول مراکشی است. اعضای این زیرگروه دارای بدنی فشرده و پوشیده از پولک‌های کوچک کتنویید هستند. نام این زیرگروه از نام خانواده ماهی‌های جراح (Acanthuridae) نشأت گرفته و از واژه‌های یونانی آکانتا (akantha) و اورا (oura) مشتق شده است که به‌طور غیررسمی به معنی «خار» و «دم» است، اشاره به «تیغه‌ها» یی که در دم ماهی‌های جراح یافت می‌شود.